# LA・LA・LA LOVE SONG
「LA・LA・LA LOVE SONG」（ラ・ラ・ラ・ラヴソング）は、久保田利伸 with ナオミ・キャンベルのシングル。
1996年5月13日にSony Recordsから発売された。

## 制作
表題曲の「LA・LA・LA LOVE SONG」に、ナオミ・キャンベルとのコラボレーションに至った経緯について、当時ニューヨーク在住中だった久保田が、偶然ナオミと同じマンションに住んでおり、そのエレベーター内で対面し、意気投合したことから実現したという。歌唱は久保田のみで、サビのコーラスも久保田本人が担当し、オーバー・ダビングが施されている。一部の音楽番組では、通常より半音低いキーで歌われ、ライブでも通常より低いキーで歌われる事が多い。一方ナオミは間奏等の合間にフレーズを囁いている。

## リリース
1996年5月13日にSony Recordsからリリースされ、初回プレスは3面見開きジャケット仕様となっている。

### 再発盤
2005年8月24日、マキシシングルで再発売された。

## チャート成績
本作は自身初となるオリコン週間シングルチャート1位を記録し、ミリオンセラーも達成。累計売上は185.6万枚（オリコン調べ）。発売週から5週にわたってB'zの「Real Thing Shakes」、サザンオールスターズの「愛の言霊 〜Spiritual Message〜」、V6の「BEAT YOUR HEART」、安室奈美恵の「You're my sunshine」（2週連続）に1位を譲って5週連続2位だったが、6週目で1位を獲得した。1996年の年間シングルチャートおよび累計売上では、先述4組の作品をいずれも上回っている。

## 収録曲
| 全作詞・作曲: 久保田利伸。 |                                                              |            |            |            |      |
| #                          | タイトル                                                     | 作詞       | 作曲・編曲 | 編曲       | 時間 |
| 1.                         | 「LA・LA・LA LOVE SONG」(久保田利伸 with ナオミ・キャンベル) | 久保田利伸 | 久保田利伸 | 柿崎洋一郎 | 4:49 |
| 2.                         | 「What's The Wonder?」(久保田利伸)                           | 久保田利伸 | 久保田利伸 | 久保田利伸 | 5:17 |
| 3.                         | 「LA・LA・LA LOVE SONG」(オリジナル・カラオケ)               | 久保田利伸 | 久保田利伸 |            | 4:49 |
| 合計時間:                  | 合計時間:                                                    | 合計時間:  | 14:55      |            |      |

## タイアップ
| # | 曲名                     | タイアップ                                            | 出典  |
| - | ------------------------ | ----------------------------------------------------- | ----- |
| 1 | 「LA・LA・LA LOVE SONG」 | フジテレビ系テレビドラマ『ロングバケーション』主題歌  | [ 3 ] |
| 1 | 「LA・LA・LA LOVE SONG」 | テレビアニメ『ReLIFE 完結編』第16話エンディングテーマ |       |

## 主なカヴァー
- 1998年 - 譚耀文（パトリック・タム）「悠長假期」（広東語版。アルバム『不能言喩的』（日本版未発売）に収録）
- 2002年 - 辛曉琪（ウィニー・シン）「長假」（中国語版。アルバム『戀人啊』（日本版未発売）に収録）
- 2004年 - BoA＋SOUL'd OUT（久保田利伸のトリビュート・アルバム『SOUL TREE〜a musical tribute to toshinobu kubota〜』に収録）
- 2004年 - ローラ・フィジィ (英語版。カバーアルバム『Song Book: 20 Jazz Greatest Hits』に収録)
- 2005年 - パク・ヨンハ（ミニアルバム『sometime』に収録）
- 2007年 - カレン・コン「Na Na Na Nada Cinta」（マレー語版。アルバム『Mulakan』に収録[4]）
- 2009年 - 三浦大知（ライブDVD『DAICHI MIURA LIVE 2009-Encore of Our Love-』に収録）
- 2010年 - NOKKO「LA LA LA LOVE SONG feat.KG」（アルバム『KISS』に収録）
- 2011年 - EXILE（ボーカルはATSUSHI、NESMITH。アルバム『EXILE JAPAN/Solo』に収録）、あやまんJAPAN（アルバム『ぽいぽい』に、「LA・LA・LA LOVE SONG〜久保田と潤子のラブソング〜 」として収録）
- 2012年 - BENI (英語版。カバーアルバム『COVERS』に収録)
- 2012年 - 青木隆治 (カバーアルバム『VOICE 199X』に収録)
- 2013年 - 絢香 (カバーアルバム『遊音倶楽部 〜1st grade〜』に収録)
- 2015年 - 赤い公園（シングル「KOIKI」のカップリングに収録[5]）
- 2016年 - EXILE (ライブDVD 「EXILE LIVE TOUR 2015 "AMAZING WORLD"」に収録)
- 2016年 - 折原臨也 (CV.神谷浩史) (『デュラララ!!×2 承転結 カバーソングコレクション』に収録)
- 2017年 - EXILE THE SECOND (アルバム『BORN TO BE WILD』のDisc 2 DVD「EXILE THE SECOND LIVE TOUR 2016-2017 "WILD WILD WARRIORS" PART 1.」に収録)
- 2017年 - Nissy (ライブDVD 「Nissy Entertainment 2nd LIVE -FINAL- in TOKYO DOME」 に収録)
- 2018年 - BESTIEM（カバーアルバム『BEST TIME cover』に収録）
- 2019年 - スキマスイッチ（シングル「青春」初回限定盤Aに収録[6] ）
- 2020年 - Nagie Lane（2ndミニアルバム『Dramatique』に収録[7]。）
- 2023年 - tofubeats・kojikoji（花王 エッセンシャル ザ ビューティー CMソング）[8]